# Brooke Marine
Brooke Marine (également connu sous les noms J.W. Brooke & Co. and Brooke Yachts) était une compagnie de construction navale basée à Lowestoft. L'entreprise a construit des grands et petits navires à usage commercial ainsi que des petits navires de guerre pour la Royal Navy, ainsi que les marines de guerre d'Oman, d'Australie et des États-Unis.
La compagnie a été fondée en 1874 comme fonderie dans un premier temps. Elle s'est ensuite étendue à la construction navale au début du siècle jusqu'en 1992.

## Histoire
En 1874, John Walter Brooke acheta une petite fonderie à Lowestoft, Suffolk et fonda la J.W. Brooke & Co.. La compagnie se mit à la construction de moteurs à la fin 1800, de moteurs de voiture en 1902, et de navires hors-bord en 1904.
En 1911, l'entreprise ouvrit un petit chantier naval à Oulton Broad, du côté nord du Lake Lothing. La production de navires prit le pas sur celle de moteurs de voiture, et durant la Première Guerre mondiale, la compagnie produisit des munitions.
Durant la Seconde Guerre mondiale, la compagnie produisit et mit en service des canots de débarquement pour la Royal Navy et d'autres forces navales alliées. En 1940, la compagnie fut acquise par Harry Dowsett et renommée Brooke Marine.
En 1955, un nouveau chantier fut créé sur la rive sud du Lake Loathing. Le vieux chantier fut fermé en 1955, et fut rasé et vendu en 1975. Les premiers navires produits au nouveau chantier furent des chalutiers commandés par le gouvernement russe.
En 1987, Brooke Marine ferma et fut mis en vente pour devenir Brooke Yachts. La compagnie continua jusqu'en septembre 1992, où elle s'arrêta complètement.
Le nom Brooke Marine fut acquis en 2006 par l'industriel Michael Fenton, dont l'équipe relança l'activité avec de nombreux anciens employés. Brooke Marine Yachts Ltd fit faillite en 2009 malgré de nombreux projets en cours.

## Navires construits par Brooke Marine
- Mincarlo (chalutier) 1961
- Bryher (chalutier)
- Rosevear (chalutier)